# Westalka

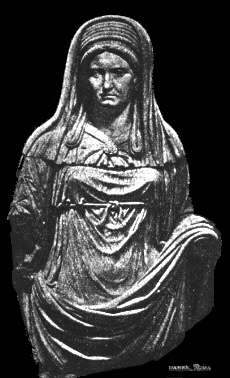
Westalka

Westalka (łac. virgo Vestalis) – kapłanka rzymskiej bogini domowego ogniska, Westy.
Do służby były wybierane dziewczynki w wieku 6–10 lat, z rodów patrycjuszowskich, wyłącznie takie, których oboje rodziców żyło. Było ich sześć. Przełożoną westalek była Virgo Vestalis Maxima, najstarsza westalka, zaś opiekę religijną nad nimi sprawował pontifex maximus. On też dokonywał wyboru dziewczynek przeznaczonych do służby.
Dla wybranej oznaczało to wyjście spod władzy ojcowskiej.
Westalka musiała pozostawać na służbie 30 lat (przez pierwsze 10 lat poznawała zasady, przez następne 10 pełniła właściwe obowiązki, w trzeciej dekadzie opiekowała się nowicjuszkami) i zachować w tym czasie dziewictwo. Utrata dziewictwa w czasie trwania przez westalkę na służbie stanowiła jedno z największych przestępstw, jakich można było się dopuścić w starożytnym Rzymie. Określano je jako incestum, czyli akt niemoralny i wręcz bezbożny. Utrata dziewictwa przez westalkę była karana bardzo surowo dla odwrócenia gniewu Westy. Historycy rzymscy opisali kilka przypadków ukarania westalek; delikwentka była żywcem grzebana w podziemnym pomieszczeniu, gdzie pozostawiano nieco pożywienia i wody oraz lampkę; następnie zamurowywano ją skazując na głodową śmierć.
Po zakończeniu służby westalka mogła wyjść za mąż i mieć dzieci. 
Zadaniem westalek było podtrzymywanie w świątyni wiecznego ognia (będącego emanacją samej bogini) oraz dokonywanie okresowych rytualnych oczyszczeń całego miasta. Mieszkały w klasztorze, Atrium Vestae (za którym rozciągał się gaj Westalek, Lucus Virginum Vestalium), obok świątyni Westy, na stoku Palatynu, w pobliżu „Świętej Drogi” (Via Sacra), którą kroczyły pochody przy ważnych uroczystościach. Za dopuszczenie do wygaśnięcia ognia (co miało sprowadzać na państwo nieszczęście) odpowiedzialnej za to westalce wymierzano karę śmiertelnej chłosty.
Westalki cieszyły się niezwykłym poważaniem. Za obrazę westalki groziła kara śmierci, a jej słowo miało moc przysięgi. Do ich przywilejów należały między innymi honorowe miejsca w teatrze, towarzystwo liktorów i prawo łaski wobec skazanych. Strojem kapłanki była biała szata i przepaska na czole. W czasie składania ofiar i rozpalania ognia zakrywała twarz welonem.